# الگوریتم سیمپل
در دینامیک سیالات محاسباتی (سی‌اف‌دی) الگوریتم سیمپل، الگوریتمی است که به طور گسترده ای با استفاده از روش عددی حل معادلات نویر استوکس استفاده می‌شود. سیمپل در انگلیسی مخفف روش نیمه ضمنی برای معادلات مرتبط با فشار است.
روش سیمپل توسط پروفسور برایان اسپالدینگ و دانشجوی خود شوهاس پاتانکار در امپریال کالج لندن در اوایل دهه ۱۹۷۰ توسعه یافت. پس از آن، این روش به طور گسترده توسط بسیاری از محققان برای حل انواع مختلف مسائل جریان سیال و انتقال حرارت استفاده شد.
بسیاری از کتاب های محبوب در دینامیک سیالات محاسباتی در مورد الگوریتم سیمپل و جزئیات آن پرداخته‌اند.
نوع تغییریافته این الگوریتم سیمپلرتوسط پاتانکار در ۱۹۷۹ ارایه شد.

## الگوریتم
الگوریتم تکرار شونده است. گام های اساسی در حل و به روز رسانی به شرح زیر است:
1. شرایط مرزی را تعیین کنید.
2. گرادیان فشار و سرعت را محاسبه کنید.
3. معادلات مجزا شده مومنتم را برای میدان سرعت میانی حل کنید.
4. شار سیال را در هر کدام از مرزهای المان حساب کنید.
5. معادلات تصحیح فشار برای مقادیر هر کدام از المان‌ها را حل کنید.
6. میدان فشار را به روزرسانی کیند: {\displaystyle p^{k+1}=p^{k}+{\text{urf}}\cdot p^{'}} که در آن urf ضریب آندر رلکسیشون برای فشار می‌باشد.
7. حال فشار را در مرزها به روز رسانی کیند {\displaystyle p_{b}^{'}}.
8. مقادیر شار جرمی در مرزها را به روز رسانی کیند: {\displaystyle {\dot {m}}_{f}^{k+1}={\dot {m}}_{f}^{*}+{\dot {m}}_{f}^{'}}
9. مقادیر سرعت مرزی را به روز رسانی کنید: {\displaystyle {\vec {v}}^{k+1}={\vec {v}}^{*}-{\frac {{\text{Vol}}\ \nabla p^{'}}{{\vec {a}}_{P}^{v}}}} ; که{\displaystyle {\nabla p^{'}}}  گرادیان تصحیح فشار، {\displaystyle {{\vec {a}}_{P}^{v}}}  بردار مرکزی برای نشانگر سیستم خطی تجزیه شده و Vol حجم سلول می‌باشد.
10. تغییران چگالی به خطر سرعت را به روز رسانی کنید.